# Thomas Malory
Thomas Malory (Warwickshire, 1405 – Londres, 14 de março de 1471) foi um romancista inglês, famoso por haver escrito Le Morte d'Arthur (A morte de Artur), um dos mais célebres livros sobre as histórias do rei Artur e dos Cavaleiros da Távola Redonda. A obra, publicada em 1485, foi escrita em 1469, quando cumpria pena de prisão em Londres.
Para sua obra, Malory se baseou principalmente em livros em língua francesa do século XIII, como o Ciclo do Lancelote-Graal e o Tristão em Prosa.